# Михаил Костадинов
Михаил Костадинов Михайлов е български офицер, генерал-майор от Държавна сигурност.

## Биография
Роден е на 4 март 1932 г. в Перник. От 20 октомври 1955 до 4 май 1961 г. е заместник началник-щаб по оперативните въпроси. От 1961 до 1963 е младши разузнавач. В периода 15 февруари 1963 г. – 21 октомври 1965 г. е старши разузнавач в отдел II. Тогава е преназначен за старши разузнавач в управление II. От 25 януари 1967 до 26 февруари 1968 г. е инспектор. Между 26 февруари 1968 г. е заместник-началник на отделение само за няколко месеца, когато е направен началник на отделение. От 30 януари 1971 до 5 февруари 1979 г. е заместник-началник на отдел. През 1976 г. изкарва тримесечен курс в школата на КГБ в СССР. От 5 февруари 1979 до 6 юни 1985 г. е началник на отдел. В периода 6 юни 1985 – 1 юни 1990 г. е началник на отдел II на Държавна сигурност.